# Municipio de Bush (Nebraska)
El municipio de Bush (en inglés: Bush Township) es una subdivisión administrativa del condado de Boyd, Nebraska, Estados Unidos. Según el censo de 2020, tiene una población de 83 habitantes.

## Geografía
Está ubicado en las coordenadas 42°50′15″N 98°22′16″O / 42.83750, -98.37111. Según la Oficina del Censo de los Estados Unidos, el municipio tiene una superficie total de 148.31 km², de la cual 143.26 km² corresponden a tierra firme y (3.4 %) 5.05 km² es agua.

## Demografía
Según el censo de 2020, hay 83 personas residiendo en la zona. La densidad de población es de 0.58 hab./km². El 98.80 % son blancos y el 1.20% es de una mezcla de razas. No hay hispanos o latinos de ninguna raza viviendo en el área.